# Wilhelm Rudolf Meckbach
Wilhelm Rudolf Meckbach (* 1543 in Grünberg; † 24. Februar 1603 in Helmsdorf (Gerbstedt)) war ein Jurist, Verwaltungsbeamter und Politiker in hessen-kasselischen, kursächsischen und brandenburgischen Diensten.

## Herkunft
Seine Eltern waren Johann Meckbach der Ältere (1512/13–1573/74), ab 1540 hessischer Keller in Driedorf, ab Herbst 1544 Rentmeister zu Grünberg und Verwalter der 1527 geschaffenen Universitätsvogteien der im Zuge der Reformation aufgehobenen Klöster der Antoniter in Grünberg und der Augustiner-Chorfrauen auf dem Wirberg, und dessen Gemahlin Margarethe geb. Steuber († 1579), Tochter des Junkers Johann Steuber zur Nellenburg und Letzte ihres Geschlechts. Sein Großvater Jost Meckbach († vor 1546) war ein Bruder von Landgraf Philipps Leibarzt Johannes Meckbach (1495–1555). Der landgräfliche Amtmann Johann Meckbach der Jüngere war sein Onkel.

## Leben
Dass seine Familie im Haus der hessischen Landgrafen hohen Ansehen stand, geht auch daraus hervor, dass einer seiner Taufpaten der Landgraf Wilhelm IV. von Hessen-Kassel war. Er immatrikulierte 1557 an der Philipps-Universität Marburg, setzte seine Studien fort an den Universitäten Jena, Löwen, Paris, Bourges, Angers, Orléans und wiederum Marburg, erhielt das Lizentiat beider Rechte in Orléans und wurde 1566 Doctor „iuris utriusque“ (Doktor beider Rechte) in Marburg.
Im Herbst 1565 heiratete er in Grünberg Margaretha Schneidewein, Tochter des Juraprofessors in Jena und späteren sächsisch-weimarischen Rats und Kanzlers Heinrich Schneidewein († 1580), mit der er sich bereits während seines Studiums in Jena verlobt hatte. Der Ehe entstammten 12 Kinder, von denen acht ihren Vater nicht überlebten. Der Sohn Reinhard Wilhelm, K. u. k. Obristleutnant, wurde 1605 in den Ritterstand erhoben.
Er trat in den Dienst des Landgrafen Wilhelm IV. in Kassel und wurde bereits am 3. Oktober 1567 zum Hofrat ernannt. Der Landgraf sandte ihn auf zahlreiche diplomatische Missionen – u. a. zu Kaiser Maximilian II. und zu König Karl IX. von Frankreich – und nahm ihn auch 1570 als Berater zum Reichstag zu Speyer mit. Von 1573 bis 1578 oder 1580 war er, abgeworben von den Wettinern, Kanzler der von Kurfürst August von Sachsen für die minderjährigen Gebrüder Johann Casimir und Johann Ernst eingesetzten kursächsischen Vormundschaftsregierung von Sachsen-Coburg. Danach stand er als Kanzler wieder im Dienst von Hessen-Kassel und war dabei u. a. an den schwierigen Verhandlungen mit Herzog August von Sachsen wegen der Herrschaft Schmalkalden in der Henneberger Erbmasse beteiligt. Von Februar 1586 bis 1598 war er Geheimer Rat und, als Nachfolger von Johann Trauterbuhl, Kanzler des auf der Moritzburg in Halle residierenden Administrators und Erwählten Erzbischofs von Magdeburg, Joachim Friedrich von Brandenburg, dem als Protestanten allerdings die förmliche Sukzession auf den Bischofsstuhl von Papst, Kaiser und Reichstag verweigert worden war. In dieser Stellung vertrat er leidenschaftlich, wohl aber erfolglos, die Interessen der protestantischen Fürstenhäuser und insbesondere des Hauses Brandenburg hinsichtlich der Zulassung von Protestanten zu Reichsstiften, so vor allem 1593 im Straßburger Kapitelstreit. Als Magdeburger Kanzler reiste er mehrmals zu Kaiser Rudolf II., auch zum Reichstag in Regensburg und zu König Sigismund von Polen und Schweden.
Als Joachim Friedrich 1598 seinem Vater als Kurfürst von Brandenburg folgte, schied Meckbach aus dessen Dienst und zog sich auf sein Gut in Helmsdorf östlich von Mansfeld zurück, das er seit 1587 von den Grafen von Mansfeld-Vorderort zu Pfandlehen besaß. In seinen letzten Lebensjahren war er noch gelegentlicher Berater des Kaisers Rudolf II. in Prag. Und da er häufig auf Gesandtschaften unterwegs gewesen war, hatte er viele nützliche Bekanntschaften im Reich und auch außerhalb, so dass Landgraf Moritz von Hessen-Kassel ihn zum Geheimen Rat bestellte und die dänischen Könige Friedrich II. und Christian IV. ihn zum einfachen „Rat von Haus aus“ beriefen.
Wilhelm Rudolf Meckbach starb auf seinem Gut Helmsdorf am 24. Februar 1603 und wurde in der Stiftskirche zu Halle beigesetzt.